# 拉伊瓜拉

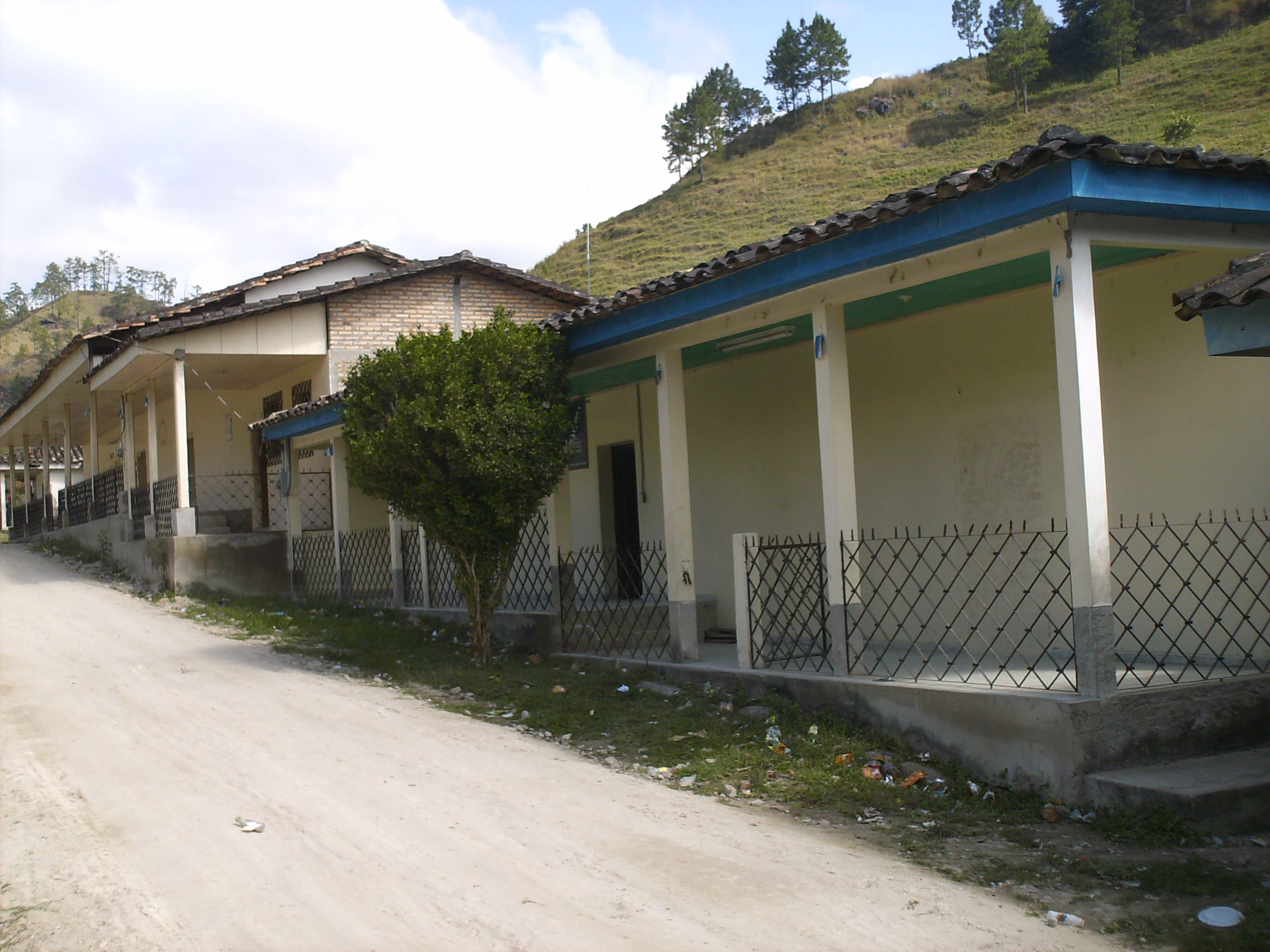
拉伊瓜拉

拉伊瓜拉（西班牙語：La Iguala），是洪都拉斯的城鎮，位於該國西南部，由倫皮拉省負責管轄，始建於1556年5月1日，面積349.1平方公里，海拔高度932米，2001年人口17,618，人口密度每平方公里50.47人。
14°37′N 88°28′W / 14.617°N 88.467°W